# روبرت فيرغسون
روبرت فيرغسون (5 سبتمبر 1750 ــ 16 أكتوبر 1774) هو شاعر اسكتلندي. عاش فيرغسون حياة بوهيمية في إدنبرة، المدينة التي ولد فيها، بعد التعليم الرسمي في جامعة سانت أندروز، وشارك في التنوير الاسكتلندي لاحقًا في ذروة الهياج الفكري والثقافي. طُبعت العديد من قصائده منذ عام 1771 فصاعدًا في مجلة والتر روديمان ويكلي ماغازين، ونُشرت أعمال مجمعة له لأول مرة في أوائل عام 1773. كانت مسيرته المهنية مؤثرة للغاية، رغم قصر حياته، لتأثيرها على روبرت بيرنز خاصةًّ. كتب باللغة الإنجليزية الاسكتلندية واللغة الاسكتلندية، وتجلت كتاباته الواضحة والمتقنة في خطابه الأخير الذي نال استحسانه في المقام الأول.

## مسيرته الأدبية
توجد أدلة قوية على أن فيرغسون بدأ بكتابة المؤلفات الأدبية عندما كان طالبًا في سانت أندروز حيث ادعى أنه بدأ في تأليف مسرحية عن حياة ويليام والاس. كتب في هذا الوقت أيضًا، أول قصائده الباقية، وهي مرثية هجائية بالاسكتلندية على وفاة ديفيد جريجوري، أحد أساتذة الرياضيات بالجامعة.

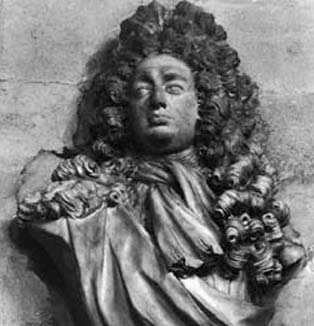
عالم الرياضيات ديفيد جريجوري، موضوع تأبين ساخر «مرح» بقلم فيرغسون.

شارك فيرغسون في الأوساط الاجتماعية والفنية في إدنبرة حيث اختلط بالموسيقيين والممثلين والفنانين وباعة الكتب الذين كانوا ناشرين أيضًا. منحه صديقه، مدير المسرح ويليام وودز، حضور مجاني بانتظام للعروض المسرحية. وفي منتصف عام 1769 أقام فيرغسون صداقة مع مغني الكاستراتو الإيطالي جوستو فرناندو تيندوتشي، الذي كان يقوم بجولات مؤديًا عروض أرتحششتا الأوبرالية. ظهر فيرغسون أدبيًا لأول مرة عندما طلب منه تندوتشي المساهمة في أغاني اسكتلندية في عرض أدنبرة للأوبرا. قدم فيرغسون ثلاث أغاني، جرى أداؤها ونشرها مع النص المكتوب.
قدم قصائد لمجلة  ويكلي ريفيو لوالتر روديمان بعد فبراير 1771. كانت هذه القصائد في البداية أعمالًا تقليدية باللغة الإنجليزية إما ساخرة أو رعوية على غرار أعمال ويليام شينستون. ظهرت أول قصيدة اسكتلندية منشورة له (الأيام الحمقاء) في 2 يناير 1772، وقدم منذ ذلك التاريخ أعمالًا باللغتين.
ساعد الاستقبال الشعبي لعمله الإسكتلندي، مثلما يتضح في عدد من الرسائل الشعرية المادحة له، في إقناع روديمان بنشر أول نسخة عامة من قصائده التي ظهرت في أوائل عام 1773 وبيعت نحو 500 نسخة منها، ما حقق أرباحًا لفيرغسون.
حاول فيرغسون في منتصف عام 1773 نشر أولد ريكي، التي تعتبر تحفته الفنية، وهي صورة شعرية حية لمدينته الأصلية قُصد بها أن تكون الجزء الأول من قصيدة طويلة مخطط لها. أظهر طموحه في توسيع نطاق كتاباته الاسكتلندية. وشمل ذلك التطلع إلى كتابة ترجمات اسكتلندية لقصيدة الجورجيين لفيرغيل، متبعًا بالتالي خطى غافين دوغلاس. ولكن، حتى لو كان قد كتب أي مسودات لمثل هذا المشروع، فلم ينج أي منها. إذ كان الشاعر من أشد منتقدي الذات، ومن المعروف أنه دمر مخطوطات كتاباته.